# Josef Vacenovský
Josef Vacenovský (Ratíškovice, Checoslovaquia; 9 de julio de 1937-República Checa, 4 de diciembre de 2023) fue un futbolista y entrenador de fútbol checo que jugó en la posición de delantero.

## Carrera futbolística
Comenzó en su Ratíškovice natal en Baník, con quien se proclamó campeón juvenil de Moravia en 1955 y en la fase final, que tuvo lugar en Gottwaldov (el entonces nombre de Zlín) y Kroměříž, también ganó el campeonato checoslovaco (Tatran). Liberec terminó en segundo lugar, 3 Baník Duchcov, 4. Slavoj Lučenec ). Incorporó su carrera futbolística profesional al Dukla Praha, en el que jugó de 1956 a 1969. Terminó su carrera como jugador en Bélgica, con el equipo ARA La Gantoise y KSC Lokeren. Jugó 271 partidos en la 1.ª liga checoslovaca y marcó 67 goles. Con Dukla se proclamó campeón nacional en seis ocasiones (1958, 1961, 1962, 1963, 1964, 1966) y ganó la Copa de Checoslovaquia en cuatro ocasiones (1961, 1965, 1966, 1969). También llegó a las semifinales de la Copa de Europa (1967). Jugó un partido con la selección checoslovaca, un partido amistoso contra Polonia en 1964.

### Club
| Periodo   | Club        |
| --------- | ----------- |
| 1957-1969 | Dukla Praga |
| 1969–1971 | KAA Gent    |
| 1971–1972 | KSC Lokeren |

### Selección nacional
Jugó para Checoslovaquia en una ocasión en 1964 y participó en la Eurocopa 1960.

### Entrenador
| Periodo   | Club        |
| --------- | ----------- |
| 1979-1981 | KSC Lokeren |
| 1992-1993 | KSC Lokeren |

## Logros
- Primera Liga de Checoslovaquia (6): 1957/58, 1960/61, 1961/62, 1962/63, 1963/64, 1965/66
- Copa de Checoslovaquia (4): 1961, 1965, 1966, 1969